# Pont-à-Celles
Pont-à-Celles (valonă Pont-a-Cele) este o comună francofonă din regiunea Valonia din Belgia. Comuna Pont-à-Celles este formată din localitățile Pont-à-Celles, Buzet, Liberchies, Luttre, Obaix, Thiméon și Viesville. Suprafața sa totală este de 55,73 km². La 1 ianuarie 2008 avea o populație totală de 16.467 locuitori. 
Comuna Pont-à-Celles se învecinează cu comunele Charleroi, Courcelles, Les Bons Villers, Seneffe și Nivelles.